# Drepte necoplanare

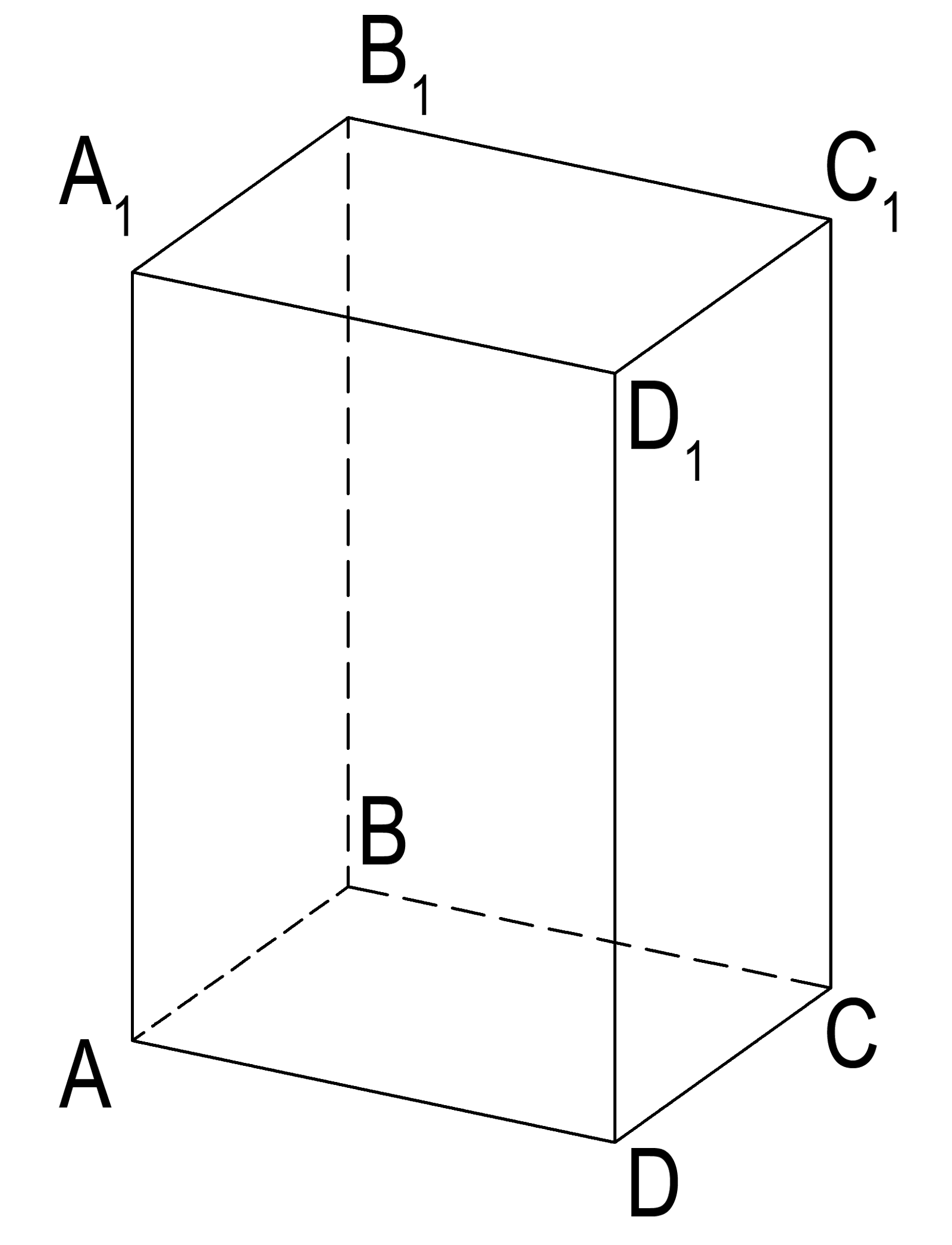
Paralelipiped dreptunghic. Dreapta ce conține segmentul AD și cea care conține segmentul B_{1}B sunt necoplanare.

În geometria în spațiu două drepte necoplanare (rar eolocline) sunt două drepte care nici nu se intersectează, nici nu sunt paralele. Un exemplu simplu de pereche de drepte necoplanare este perechea de drepte care conțin laturile opuse ale unui tetraedru. Două drepte care se află ambele în același plan trebuie să fie sau concurente sau paralele, așadar dreptele necoplanare pot exista doar în trei sau mai multe dimensiuni.

## Poziția generală
Dacă patru puncte sunt alese aleatoriu într-un cub unitate, ele aproape sigur vor defini o pereche de drepte necoplanare. După ce au fost alese primele trei puncte, al patrulea punct va defini o dreaptă coplanară dacă și numai dacă este coplanar cu primele trei puncte. Însă planul care trece prin primele trei puncte formează o submulțime de măsură zero a cubului, iar probabilitatea ca al patrulea punct să se afle pe acest plan este zero. Dacă nu, dreptele definite de puncte vor fi necoplanare.
Similar, în spațiul tridimensional o perturbare foarte mică a oricăror două drepte paralele sau concurente le va transforma aproape sigur în drepte necoplanare. Prin urmare, oricare patru puncte din poziția generală formează întotdeauna drepte necoplanare.
În acest sens, dreptele necoplanare sunt cazul „obișnuit”, iar dreptele paralele sau concurente sunt cazuri particulare.

## Formule

### Testarea coplanarității
Dacă fiecare dreaptă dintr-o pereche de drepte necoplanare este definită de câte două puncte prin care trece, atunci aceste patru puncte nu trebuie să fie coplanare, deci trebuie să fie  vârfurile unui tetraedru cu volumul diferit de zero. Invers, oricare două perechi de puncte care definesc un tetraedru cu volum diferit de zero definesc, de asemenea, o pereche de drepte necoplanare. Prin urmare, un test pentru a stabili dacă două perechi de puncte definesc drepte necoplanare este de a aplica formula pentru volumul unui tetraedru în funcție de cele patru vârfuri ale sale. Indicând un punct ca vector a 1×3 ale cărui trei elemente sunt cele trei coordonate ale punctului și notând cu b, c și d celelalte puncte, se poate verifica dacă dreapta prin a  și b este necoplanară cu dreapta prin c și d observând dacă formula volumului tetraedrului dă un rezultat diferit de zero:
{\displaystyle V={\frac {1}{6}}\left|\det \left[{\begin{matrix}\mathbf {a} -\mathbf {b} \\\mathbf {b} -\mathbf {c} \\\mathbf {c} -\mathbf {d} \end{matrix}}\right]\right|.}

### Punctele cele mai apropiate
Exprimând cele două drepte ca vectori:
{\displaystyle {\text{dreapta 1:}}\;\mathbf {v_{1}} =\mathbf {p_{1}} +t_{1}\mathbf {d_{1}} }
{\displaystyle {\text{dreapta 2:}}\;\mathbf {v_{2}} =\mathbf {p_{2}} +t_{2}\mathbf {d_{2}} }
produsul vectorial al {\displaystyle \mathbf {d_{1}} } și {\displaystyle \mathbf {d_{2}} } este perpendicular pe aceste drepte.
{\displaystyle \mathbf {n} =\mathbf {d_{1}} \times \mathbf {d_{2}} }
Planul format prin translațiile dreptei 2 de-a lungul {\displaystyle \mathbf {n} } conține punctul {\displaystyle \mathbf {p_{2}} } și este perpendiculară pe {\displaystyle \mathbf {n_{2}} =\mathbf {d_{2}} \times \mathbf {n} }.
Prin urmare, punctul de intersecție al dreptei 1 cu planul menționat mai sus, care este și punctul de pe dreapta 1 care este cel mai apropiat de dreapta 2, este dat de
{\displaystyle \mathbf {c_{1}} =\mathbf {p_{1}} +{\frac {(\mathbf {p_{2}} -\mathbf {p_{1}} )\cdot \mathbf {n_{2}} }{\mathbf {d_{1}} \cdot \mathbf {n_{2}} }}\mathbf {d_{1}} }
Similar, punctul de pe dreapta 2 cel mai apropiat de dreapta 1 este dat de
{\displaystyle \mathbf {c_{2}} =\mathbf {p_{2}} +{\frac {(\mathbf {p_{1}} -\mathbf {p_{2}} )\cdot \mathbf {n_{1}} }{\mathbf {d_{2}} \cdot \mathbf {n_{1}} }}\mathbf {d_{2}} ,}
unde {\displaystyle \mathbf {n_{1}} =\mathbf {d_{1}} \times \mathbf {n} .}

#### Distanță
Cele mai apropiate puncte {\displaystyle \mathbf {c_{1}} } and {\displaystyle \mathbf {c_{2}} } determină cel mai scurt segment dintre dreapta 1 și dreapta 2:
{\displaystyle d=\Vert \mathbf {c_{1}} -\mathbf {c_{2}} \Vert .}
Distanța dintre cele mai apropiate puncte din două drepte necoplanare poate fi exprimată folosind și alți vectori:
{\displaystyle \mathbf {x} =\mathbf {a} +\lambda \mathbf {b} ;}
{\displaystyle \mathbf {y} =\mathbf {c} +\mu \mathbf {d} .}
Aici vectorul x 1×3 reprezintă un punct arbitrar pe dreapta care trece prin punctul a și direcția spre punctul  b și cu valoarea numărului real {\displaystyle \lambda } care determină locul în care se află punctul pe dreaptă și, similar, pentru punctul arbitrar y pe dreapta care trece prin punctul c în direcția lui d.
Produsul vectorial al lui b cu d este perpendicular pe drepte, la fel ca versorul
{\displaystyle \mathbf {n} ={\frac {\mathbf {b} \times \mathbf {d} }{|\mathbf {b} \times \mathbf {d} |}}}
Distanța dintre drepte este atunci 
{\displaystyle d=|\mathbf {n} \cdot (\mathbf {c} -\mathbf {a} )|.}
(dacă |b × d| este zero, dreptele sunt paralele și această metodă nu poate fi folosită).

## Mai mult de două drepte

### Configurații
O configurație de drepte necoplanare este o mulțime de drepte în care toate perechile sunt necoplanare. Se spune că două configurații sunt izotopice dacă este posibil să se transforme continuu o configurație în cealaltă, conservând pe tot parcursul transformării condiția ca toate perechile de drepte să rămână necoplanare. Oricare două configurații de două drepte sunt ușor de văzut ca fiind izotopice, iar configurațiile cu același număr de drepte în dimensiuni mai mari de trei sunt întotdeauna izotopice, dar există mai multe configurații neizotopice de trei sau mai multe drepte în trei dimensiuni (Viro & Viro 1990). Numărul de configurații neizotopice de n drepte din R3, începând cu n = 1, este
1, 1, 2, 3, 7, 19, 74, ... .

### Suprafețe riglate

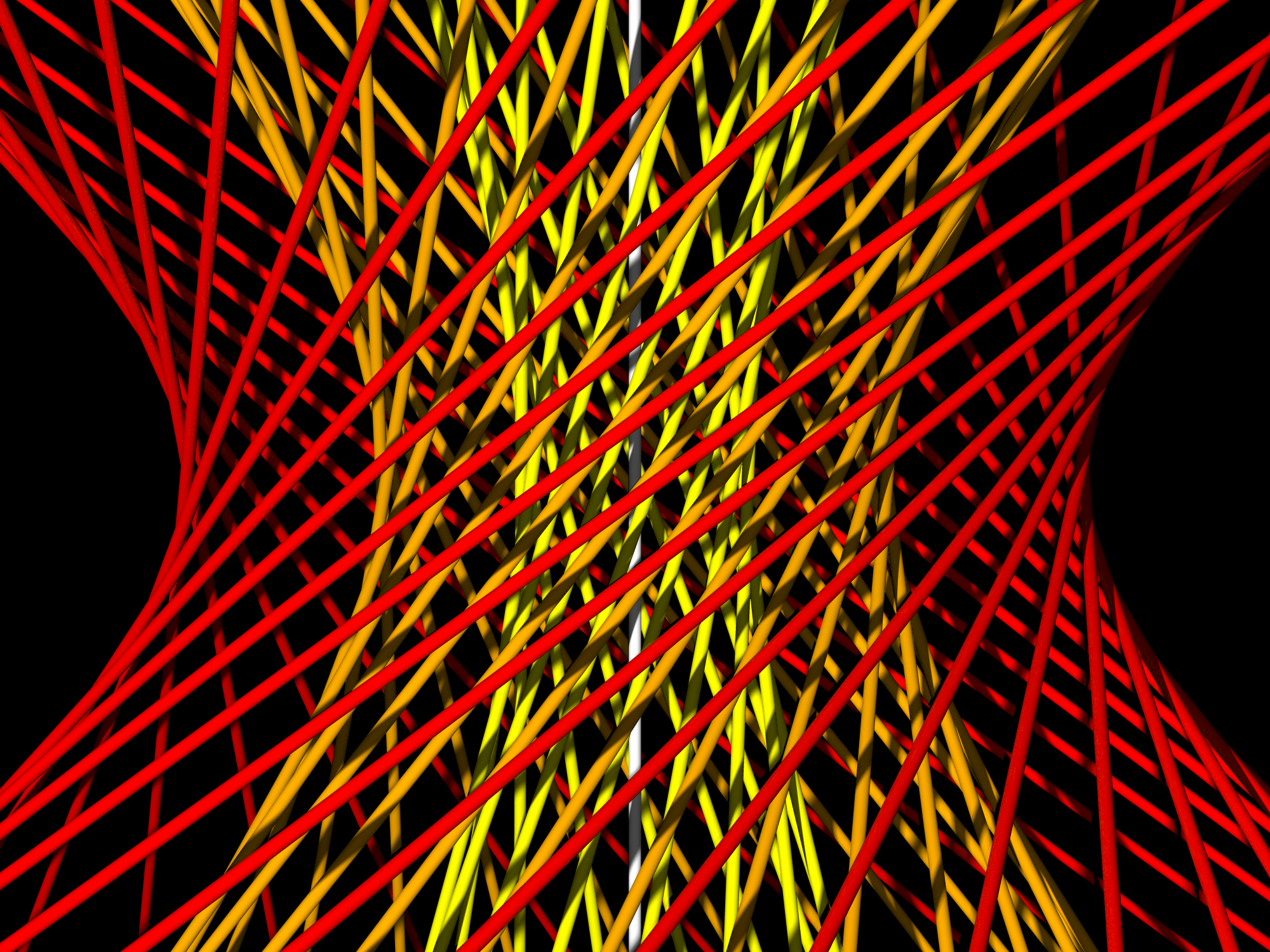
Familii de drepte necoplanare care formează în spațiul proiectiv hiperboloizi suprapuși

Dacă se rotește o dreaptă L în jurul altei drepte M necoplanară, dar nu perpendiculară pe aceasta, suprafața de revoluție măturată de L este un hiperboloid cu o pânză. De exemplu, cei trei hiperboloizi vizibili în figura alăturată pot fi formați în acest fel prin rotirea a câte unei drepte L în jurul drepte verticale centrale M (albă, puțin vizibilă în imagine). Pânza unui hiperboloid cu o pânză poate fi formată și prin rotirea în jurul lui M a unei drepte L'  înclinată invers față de dreapta L. Cele două familii de drepte afișează hiperboloidul ca o suprafață riglată⁠(d).
O transformare afină⁠(d) a acestei suprafețe riglate produce o suprafață care, în general, are mai degrabă o secțiune transversală eliptică decât secțiunea transversală circulară produsă prin rotirea L în jurul lui M; astfel de suprafețe sunt numite și ele hiperboloizi cu o pânză și sunt și ele generate de două familii de drepte reciproc necoplanare. Un al treilea tip de suprafață riglată este paraboloidul hiperbolic. La fel ca hiperboloidul cu o pânză, paraboloidul hiperbolic are două familii de drepte necoplanare; în fiecare dintre cele două familii dreptele sunt paralele cu un plan comun, deși nu unele cu altele. Oricare trei drepte necoplanare din R3 se află pe exact o suprafață riglată a unuia dintre aceste tipuri (Hilbert & Cohn-Vossen 1952).

### Teorema Gallucci
Dacă trei drepte necoplanare se întâlnesc toate cu alte trei drepte necoplanare, orice transversală din primul set de trei întâlnește orice transversală din cel de-al doilea set.